# Compagnie de Navarre
La compagnie de Navarre était une troupe de mercenaires originaires de Navarre et de Gascogne, active de la fin du XIVe siècle au début du XVe siècle principalement en Grèce.

## Histoire

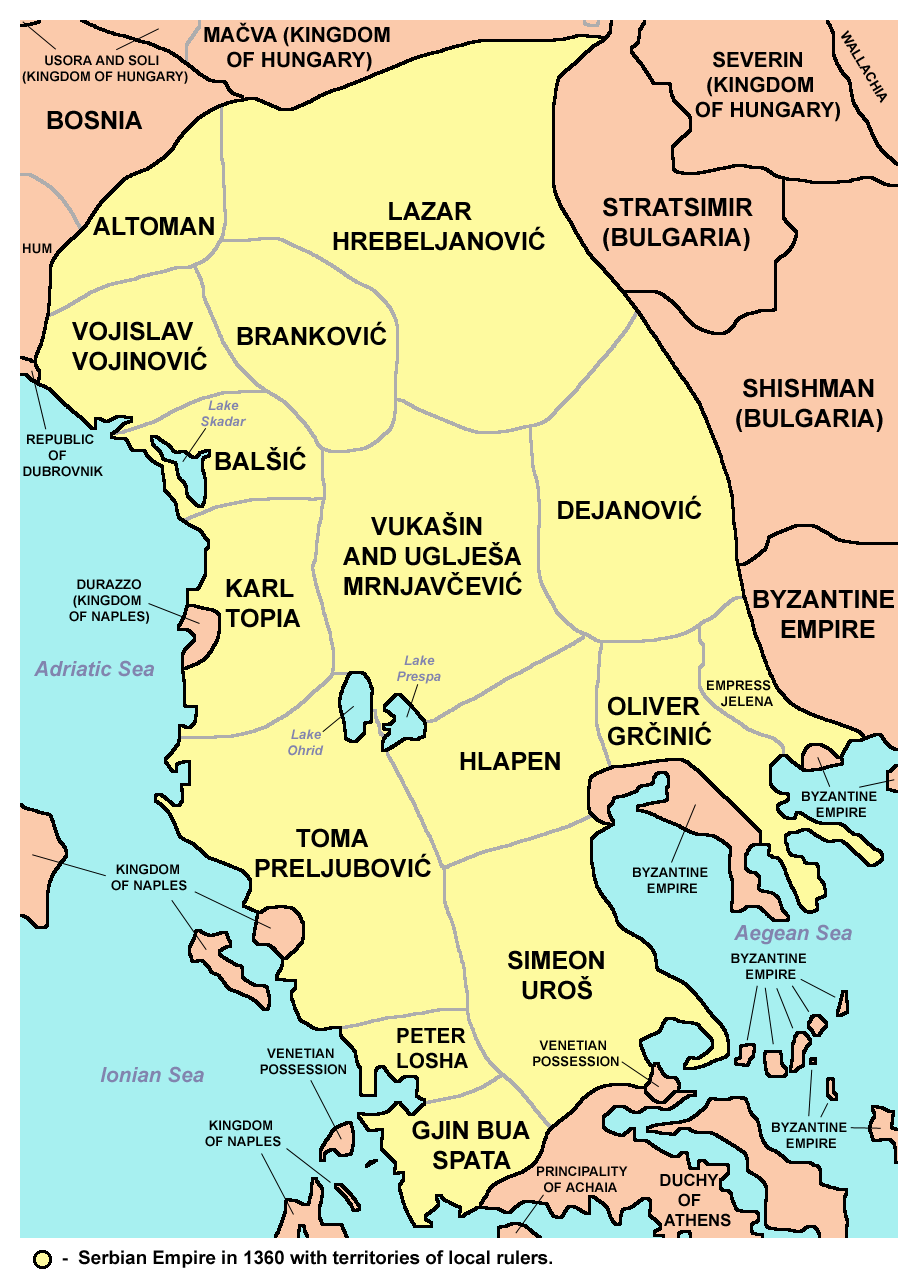
Le duché de Durazzo (Durrës) et la principauté albanaise de Karl Thopia.

La Grèce, théâtre des opérations de la Compagnie de Navarre.

Quatre compagnies de soldats originaires de Navarre et de Gascogne furent engagées au service de Louis d'Évreux, frère cadet du roi de Navarre Charles II et prétendant par sa femme Jeanne, fille de Charles de Durazzo, au royaume d'Albanie. Ensemble ils participèrent à la prise de Durazzo en 1376 mais la mort de Louis d'Évreux au cours de la même année laissa ces soldats sans emploi. Ils étaient commandés par Pes de Laxague, gendre de Louis d'Evreux, Jean d'Urtubie, Jean de Garro et Mahiot de Coquerel.
Une partie d'entre eux fut engagée en 1378 par les chevaliers hospitaliers, pour une campagne en Épire qui fut un échec, puis pour servir dans la principauté d'Achaïe que les Hospitaliers avaient louée pour 5 ans à la princesse titulaire, Jeanne de Naples.
Une fois dans le Péloponnèse, la compagnie se sépara ; à partir de janvier 1379, un des groupes, conduits par Jean d'Urtubie, au service ou allié au seigneur de Corinthe Nerio Acciaiuoli, passa en Grèce centrale et attaqua les Catalans du duché d'Athènes, conquérant Thèbes puis Livadia l'année suivante. Ces soldats regagnèrent ensuite le Péloponnèse.
En 1381, à la suite de la chute de Jeanne de Naples, ils décidèrent de soutenir le prétendant à la principauté d'Achaïe Jacques des Baux, entrant ainsi en conflit avec leurs anciens employeurs les chevaliers hospitaliers. Ils conquirent une grande partie de la Messénie, officiellement pour le compte de Jacques mais en réalité pour leur propre compte. 
À la mort de Jacques en juillet ou août 1383, ils ne reconnurent plus de souverain ; le départ des chevaliers hospitaliers de la principauté, au terme de leur contrat, leur permit d'en prendre le contrôle.
Il entrèrent par la suite en conflit avec Nério Acciaiuoli, qui s'allia contre eux avec les Grecs du despotat de Mistra en 1384-1385. En 1388, ils s'allièrent avec Venise à la suite de la prise de Nauplie par Nério. Ils le capturèrent par traîtrise en 1389.
En 1396, ils proclamèrent leur chef Pierre de Saint-Supéran prince d'Achaïe, et s'allièrent à Charles Tocco, contre leur ennemi commun le despote de Mistra Théodore. Ils furent battus par ce dernier, qui captura Saint-Supéran, libéré ensuite contre une rançon et la cession de Corinthe.
À la mort de Pierre de Saint-Supéran en 1402, sa veuve Maria Zaccaria tenta de garder le pouvoir au nom de son fils mais fut détrônée par son neveu Centurione Zaccaria, qui prit le titre de prince. Des troupes navarraises participèrent aux combats de ce dernier contre les Byzantins dans les années 1420.